# Gissing
Gissing is een civil parish in het bestuurlijke gebied South Norfolk, in het Engelse graafschap Norfolk met 252 inwoners.